# AdAway
AdAway ist ein Werbeblocker für Android.

## Funktion
AdAway blockiert Werbeanzeigen durch Umleiten der Verbindung zu Werbenetzwerken auf die lokale IP-Adresse 127.0.0.1. Dies geschieht mit Hilfe von Hosts-Dateien von verschiedenen Quellen, die automatisch kombiniert werden. Der Benutzer kann Webserver auf eine Whitelist oder Blacklist setzen oder neue Hosts-Dateien hinzufügen. Es besteht die Möglichkeit, DNS-Anfragen zu protokollieren, um das Whitelisting oder Blacklisting zu unterstützen. AdAway benötigt entweder Root-Zugriff, um die Hosts-Datei ändern zu können oder läuft ab Version 5.0.0 auch auf Geräten ohne Root-Zugriff und baut eine VPN-Verbindung auf, um Werbung auf die Localhost-IP-Adresse 127.0.0.1 umzuleiten.

## Verbreitung
AdAway ist auf Grund des Werbeblocker-Verbots von Google nicht mehr im Google Play Store verfügbar, sondern lediglich in F-Droid.